# William Roberts (atleta)
William Roberts (anglès: William «Bill» Roberts)  (Salford, 5 d'abril de 1912 - Timperley, 5 de desembre de 2001) va ser un atleta anglès, especialista en els 400 metres, que va competir durant les dècades de 1930 i 1940.
El 1936 va prendre part en els Jocs Olímpics d'Estiu de Berlín, on disputà dues proves del programa d'atletisme. Guanyà la medalla d'or la prova del 4x400 metres, formant equip amb Frederick Wolff, Godfrey Rampling i Godfrey Brown, mentre en els 400 metres fou quart. El 1948, un cop finalitzada la Segona Guerra Mundial, va disputar dues proves del del programa d'atletisme als Jocs de Londres. En ambdues quedà eliminat en sèries.
En el seu palmarès també destaca una medalla de plata en els 4x400 metres al Campionat d'Europa d'atletisme de 1946, formant equip amb Ronald Ede, Derek Pugh i Bernard Elliot. També guanyà tres medalles als Jocs de l'Imperi Britànic, una d'or i plata el 1938 i una de plata el 1934; i els campionats britànics de l'AAA de les 440 iardes el 1935 i 1937.

## Millors marques
- 200 metres. 21.4" (1938)
- 400 metres. 46.8" (1936)[1][4]